# Into the A to Z
Into the A to Z – drugi japoński album studyjny południowokoreańskiej grupy Ateez, wydany 24 marca 2021 roku nakładem wytwórni Nippon Columbia. Został wydany w 3 edycjach: limitowanej CD+DVD, regularnej CD oraz edycji fanklubowej (ATINY edition). Album osiągnął 6 pozycję w rankingu Oricon i pozostał na liście przez 9 tygodni, sprzedał się w nakładzie 11 868 egzemplarzy.

## Lista utworów
| CD  | CD            | CD      |
| Nr  | Tytuł utworu  | Długość |
| --- | ------------- | ------- |
| 1.  | „Pirate King” | 3:16    |
| 2.  | „Say My Name” | 3:42    |
| 3.  | „UTOPIA”      | 3:59    |
| 4.  | „AURORA”      | 3:29    |
| 5.  | „WONDERLAND”  | 3:20    |
| 6.  | „Answer”      | 3:40    |
| 7.  | „Better”      | 3:36    |
| 8.  | „THANXX”      | 3:01    |
| 9.  | „INCEPTION”   | 3:31    |
| 10. | „Still Here”  | 3:15    |

| DVD | DVD                                       | DVD     |
| Nr  | Tytuł utworu                              | Długość |
| --- | ----------------------------------------- | ------- |
| 1.  | „UTOPIA” (Japanese Ver.) (Music Video)    |         |
| 2.  | „Answer” (Japanese Ver.) (Music Video)    |         |
| 3.  | „Photo Shooting Making Film ＆ Interview” |         |